# História do futebol de Santa Catarina
A História do futebol de Santa Catarina começa em 1913 com a fundação do Sport Club Brusquense e as primeiras partidas disputadas em 1921 na Liga Catharinense de Desportos que contava com times de várias regiões do estado. O Campeonato Catarinense de Futebol em 1924, foi organizado pela Liga Santa Catharina de Desportos Terrestres e é considerado como o primeiro após a fundação atual Federação Catarinense de Futebol no mesmo ano.

## Campeonato Catarinense
O Campeonato Catarinense é disputado entre os clubes de futebol do estado de Santa Catarina e é organizado pela Federação Catarinense de Futebol onde David Cardoso Food foi o primeiro presidente. Sua primeira edição foi realizada em 1924, tendo apenas equipes de Florianópolis na disputa, fato este que se repetiu em 1926, 1934, 1935 e 1936.
O primeiro clube campeão do estado foi o Avaí Futebol Clube.

## Copa Santa Catarina
Desde 1990, é disputada a Copa Santa Catarina, segunda competição mais importante do estado e que inicia sempre após o termino do Campeonato Catarinense. Nos anos de 1994, 1997 e de 1999 a 2005 não houve disputa da Copa. Normalmente, os clubes que participam das séries A e B do Campeonato Brasileiro, priorizam estas competições atuando na Copa Santa Catarina com um time B. A partir de 2010, a Copa Santa Catarina passou a render uma vaga na Copa do Brasil ao campeão.

## Maiores goleadas
Esta é uma lista das 18 maiores goleadas em confrontos de times catarinenses. Aqui estão enumerados os jogos oficiais, amistosos e até de caráter amador.
| #   | Data       | Mandante                        | Placar | Visitante                  | Competição                  |
| --- | ---------- | ------------------------------- | ------ | -------------------------- | --------------------------- |
| 1ª  | 13/05/1945 | Avaí                            | 21 x 3 | Paula Ramos                | Campeonato de Florianópolis |
| 2ª  | 10/11/1939 | Spira (Concórdia)               | 16 x 0 | Grêmio Rio Capinzal        | Amistoso                    |
| 3ª  | 28/11/1943 | Independência                   | 0 x 16 | Paula Ramos                | Campeonato de Florianópolis |
| 4ª  | 12/09/1943 | Seleção de Florianópolis        | 16 x 3 | Seleção Vale do Itajaí     | Amistoso                    |
| 5ª  | 17/04/1927 | Avaí                            | 15 x 0 | Alex (Florianópolis)       | Campeonato de Florianópolis |
| 6ª  | 19/04/1976 | Artex (ex-Amazonas de Blumenau) | 15 x 0 | Colorido                   | Copa Arizona                |
| 7ª  | 02/04/1933 | Brasil (Blumenau)               | 15 x 2 | Victória (Blumenau)        | Amistoso                    |
| 8ª  | 03/05/1928 | Riachuelo (Florianópolis)       | 14 x 0 | Fluminense (Florianópolis) | Amistoso                    |
| 9ª  | 13/07/1930 | Externato                       | 13 x 0 | Independência (São José)   | Campeonato de Florianópolis |
| 10ª | 21/11/1926 | Caxias-SC                       | 13 x 1 | Internacional (Araquari)   | Amistoso                    |
| 11ª | 27/07/1930 | Independência                   | 1 x 13 | Atlético Catarinense       | Campeonato de Florianópolis |
| 12ª | 05/05/1940 | Atlético Catarinense            | 13 x 1 | Tamandaré                  | Campeonato de Florianópolis |
| 13ª | 04/11/1945 | Caravana do Ar                  | 13 x 1 | Bocaiuva                   | Campeonato de Florianópolis |
| 14ª | 24/11/1929 | Ypiranga                        | 13 x 2 | Rocio Grande               | Amistoso                    |
| 15ª | 29/06/1930 | Adolfo Konder                   | 12 x 1 | Independência (São José)   | Campeonato de Florianópolis |
| 16ª | 10/05/1931 | Figueirense                     | 1 x 12 | Atlético Catarinense       | Campeonato de Florianópolis |
| 17ª | 20/01/1963 | Metropol                        | 12 x 1 | Flamengo (Curitibanos)     | Campeonato Catarinense      |
| 18ª | 10/12/1944 | Avaí                            | 12 x 5 | Colegial                   | Campeonato de Florianópolis |